# The Deep (novela)
The Deep es un libro de fantasía de 2019 de Rivers Solomon, con Daveed Diggs, William Hutson y Jonathan Snipes. Representa una sociedad submarina construida por los descendientes de esclavas embarazadas arrojadas por la borda desde barcos de esclavos. El libro se desarrolló a partir de una canción del mismo nombre de Clipping, un trío experimental de hip-hop. Ganó el Premio Literario Lambda y estuvo nominada a los premios Hugo, Nébula y Locus.

## Antecedentes
En 2017, el programa This American Life de la Radio Pública de Chicago emitió un episodio llamado “We Are in the Future” que trata sobre el afrofuturismo, una estética cultural, filosofía de la ciencia y filosofía de la historia que explora la intersección en desarrollo de la cultura de la diáspora africana con la tecnología. El productor del programa Neil Drumming también encargó una canción para el episodio llamada "The Deep" al grupo de hip-hop Clipping. Según el grupo, "The Deep" es un homenaje al dúo Acid/Techno Drexciya, que reside en el mismo universo mitológico creado para su música: "Todos sus discos hacen referencia a una civilización submarina utópica fundada por madres africanas arrojadas por la borda desde barcos de esclavos. Es como si Wakanda fuera la Atlántida. Combinamos eso con algunos detalles del álbum Motor Booty Affair de Parliament, como si ellos y Drexiya estuvieran escribiendo sobre dos aspectos diferentes del mismo lugar".
El editor senior de Saga Press, Navah Wolfe, quedó "paralizado" por las "historias que deben contarse" en el álbum Clipping publicado poco tiempo después, lo que llevó a una nominación al Premio Hugo a la Mejor Presentación Dramática (formato corto). Con la bendición del trío, se propuso encontrar un escritor que le diera vida a la historia. Encontró la voz que buscaba en Rivers Solomon, quien ya estaba interesado en gran parte del material, incluyendo "la diáspora y la esclavitud, la devastación ecológica, la memoria y el recuerdo", la letra que evoca a mujeres africanas ahogadas en el viaje a través del mar, del cambio climático y la destrucción ambiental, de la pasión de los ancestros y el empuje de los sobrevivientes.
Solomon encontró que el esquema existente de la historia era adecuado para la forma de novela, pero aún tenía que desarrollar un personaje principal para llevar la historia, con una voz y una historia de fondo únicas. Ésta se convirtió en Yetu, la protagonista, guardiana de la memoria de su pueblo. Los miembros del recorte Daveed Diggs, William Hutson y Jonathan Snipes estuvieron involucrados en el desarrollo del libro y figuran como coautores. Daveed Diggs narra el audiolibro.